# Zweites Buch
Hitlers Zweites Buch (Segundo libro de Hitler) es un libro generalmente atribuido a Adolf Hitler en donde profundiza mucho de los temas mencionados en Mi lucha, en particular su teoría sobre el Lebensraum o 'espacio vital alemán' que debía ocupar Alemania en desmedro de los pueblos que consideraba más débiles y que, a opinión de Hitler, debía ser el objetivo principal de la política exterior y relaciones exteriores de Alemania.
Esta obra habría sido dictada por Hitler en la primavera y el verano de 1928 a Max Amann, el entonces jefe de Eher Verlag, empresa ligada al Partido Nacionalsocialista (NSDAP) y encargada de la publicación de Mi lucha y del material propagandístico del partido. No se publicó durante el Tercer Reich, y habría sido guardada en una caja fuerte de la Central de Publicaciones del NSDAP. La razón por la que no fue publicado durante la vida de Hitler aparentemente fue porque el primer libro de Hitler, Mi lucha, no se estaba vendiendo mucho por lo que la editorial oficial del Partido Nacionalsocialista, Franz-Eher-Verlag, argumentó que publicar un segundo libro correría el riesgo de fracasar comercialmente de igual manera y solo le restaría ventas al primer libro.
Al terminar la guerra el documento fue capturado por fuerzas estadounidenses y posteriormente guardado en archivos de documentos capturados en Alexandria, Virginia hasta 1958 donde fue localizado por el historiador Gerhard Weinberg.
El Instituto Alemán de Historia Contemporanéa (Institut für Zeitgeschichte) publicaría por primera vez el documento en 1961 en alemán. El prólogo original llevaba por título Vorwort, pero Hitler nunca mencionó cómo se habría de llamar la obra completa, por lo que en su publicación de 1961 se le llamó simplemente Segundo libro de Hitler (Hitlers Zweites Buch). En países de habla hispana se suele publicar bajo el título Raza y destino.

## Comparación entreZweites BuchyMi lucha
Hay un número de similitudes y diferencias entre Zweites Buch y Mi lucha: tal como en el segundo, Hitler declara en Zweites Buch que los judíos son sus enemigos eternos y sus adversarios más peligrosos. Tal como en Mi lucha, Hitler describe lo que el historiador alemán Andreas Hillgruber ha llamado su Stufenplan ("plan paso-a-paso"); aunque Hitler nunca utilizó este término que fue acuñado por Hillgruber en 1965. 
Stufenplan requería primero una expansión militar violando los términos del Tratado de Versalles y el establecimiento de alianzas con el Reino Unido e Italia. La segunda fase consistiría en una serie de guerras relámpago junto con estos dos aliados contra Francia y cualquiera de sus otros aliados en Europa Oriental como Polonia, Checoslovaquia, Rumanía o Yugoslavia. La tercera fase consistiría en eliminar al régimen de la Unión Soviética que Hitler consideraba como un régimen judeobolchevique. 
Sin embargo, a diferencia de Mi lucha, en Zweites Buch Hitler agrega una cuarta etapa a su Stufenplan. Él consideraba que en el futuro habría una lucha inevitable entre Estados Unidos y una alianza europea de estados selectos. Hitler también declaró en Mi lucha que la Unión Soviética era el adversario más peligroso de Alemania en el mediano plazo sin mencionar a Estados Unidos pero en Zweites Buch Hitler agrega que, aunque la Unión Soviética es aún el adversario más peligroso en el mediano plazo, Estados Unidos es el más peligroso a largo plazo.

## Argumentos demográficos
En los primeros dos capítulos, Hitler declara que el balance correcto entre población y recursos naturales es el principal objeto de atención de cualquier nación. 
El punto inicial de su análisis es la producción de comida que el llama "la lucha por el pan diario" y que argumenta es la base de toda sociedad humana. De esta necesidad de auto-preservación desarrolla su idea central de que la relación entre la población y el tamaño de su respectivo hábitat: si el hábitat no puede proporcionar los recursos necesarios para sobrevivir ocurre entonces una degeneración y declive de la nación. Hitler propone entonces la lucha por un hábitat adecuado como un principio central de la historia humana. Hitler señala que esta lucha es usualmente decidida militarmente tal como se ve en la historia. 
Como soluciones relativas a la lucha por un espacio de vida, Hitler considera el control de natalidad, la emigración de la población, un incremento en la producción de alimentos y un aumento en las exportaciones para generar ganancias con las cuales comprar alimentos adicionales; sin embargo, Hitler considera todas estas soluciones problemáticas: el control de población y la emigración, asegura, llevan a una nación debilitada dado que la gente es la energía vital de la misma. Incrementos en la producción de alimentos están limitados de manera fundamental por una cantidad finita de tierra productiva y los aumentos de exportaciones él rechaza dado que llevan a una mayor competición de mercados con otras naciones lo cual haría a Alemania dependiente de naciones exteriores y por tanto a la situación que Alemania presentaba al inicio de la Primera Guerra Mundial en 1914. 
Hitler aborda de nuevo estos argumentos en capítulos subsecuentes. 

## Política exterior
En otros capítulos, Hitler expone sus opiniones sobre el futuro de la política exterior nazi relacionadas con la lucha por un espacio de vida. Como en Mi lucha, Hitler asegura que los judíos son los enemigos eternos y más peligrosos del pueblo alemán y también desarrolla otros planes futuros. 
Hitler declara que la política exterior nazi estará basada en obtener «espacio vital» para el pueblo tudesco el cual habrá de ser poblado por colonos alemanes solamente y rechaza el conquistar poblaciones de razas que considera inferiores con el propósito de germanizarlas.
Como ya se mencionó anteriormente, Hitler considera que Estados Unidos sería el enemigo más peligroso para Alemania, pero ve al Reino Unido como un aliado potencial ya que los considera una nación «aria» como Alemania que podría aceptar una alianza a cambio de que Alemania renuncie a su expansión naval y a sus ambiciones coloniales. Francia, por otra parte, era una nación rápidamente volviendóse más «negra» y por lo tanto en deterioro. En cuanto a la Unión Soviética, Hitler rechaza a su población eslávica como «subhumanos» y asegura que su nación está gobernada por una banda de sanguinarios pero incompetentes judíos revolucionarios. 
En cuanto a la alianza con el Reino Unido, Hitler argumenta que una alianza potencial con esta nación germánica no causaría problemas para el objetivo alemán de alzarse como la potencia continental europea más poderosa porque Inglaterra aceptaría a un estado dominante que fuera «puramente continental». Hitler se da cuenta de que Inglaterra obviamente no formaría una alianza con Alemania a menos que ayudara a sus propios intereses, pero afirma su creencia de que en Inglaterra estaba teniendo lugar una lucha entre lo que llama una "invasión judía" y la "vieja tradición británica" por el control del imperio británico y que si los británicos resistían exitosamente la "invasión judía" entonces las posibilidades de que luego formaran una alianza con Alemania eran muy buenas.